# 合众国美利坚党
合众国美利坚党（英語：American Party of the United States），美国的一个保守派政党。

## 历史
该党最初是美国独立党的一部分，该党支持乔治·华莱士1968年的总统竞选，也是该党在田纳西州选票上的正式名称。该党拒绝使用“自由派”或“保守派”等术语，而是将自己定义为“承认上帝是宇宙和国家的创造者、保护者和统治者”的人。